# Nunatak

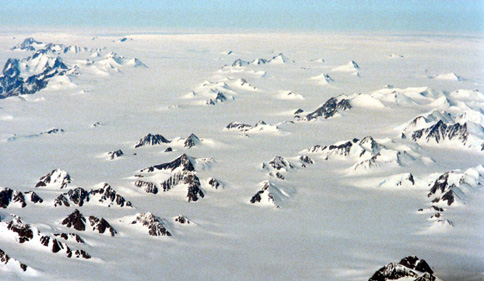
Nunatak sulla costa orientale della Groenlandia

Nunatak (in lingua inuit: picco isolato) 
è un termine usato in geologia e in glaciologia per definire la sommità di una montagna non coperta da neve o ghiaccio che si erge all'interno oppure ai margini di un campo di ghiaccio o di un ghiacciaio o di una delle due calotte glaciali, quella antartica o quella groenlandese. Spesso vengono chiamati anche isole glaciali, quando invece sono circondati da un'azione glaciale, questi piccoli promontori rocciosi vengono indicati anche come rognons.

## Caratteristiche

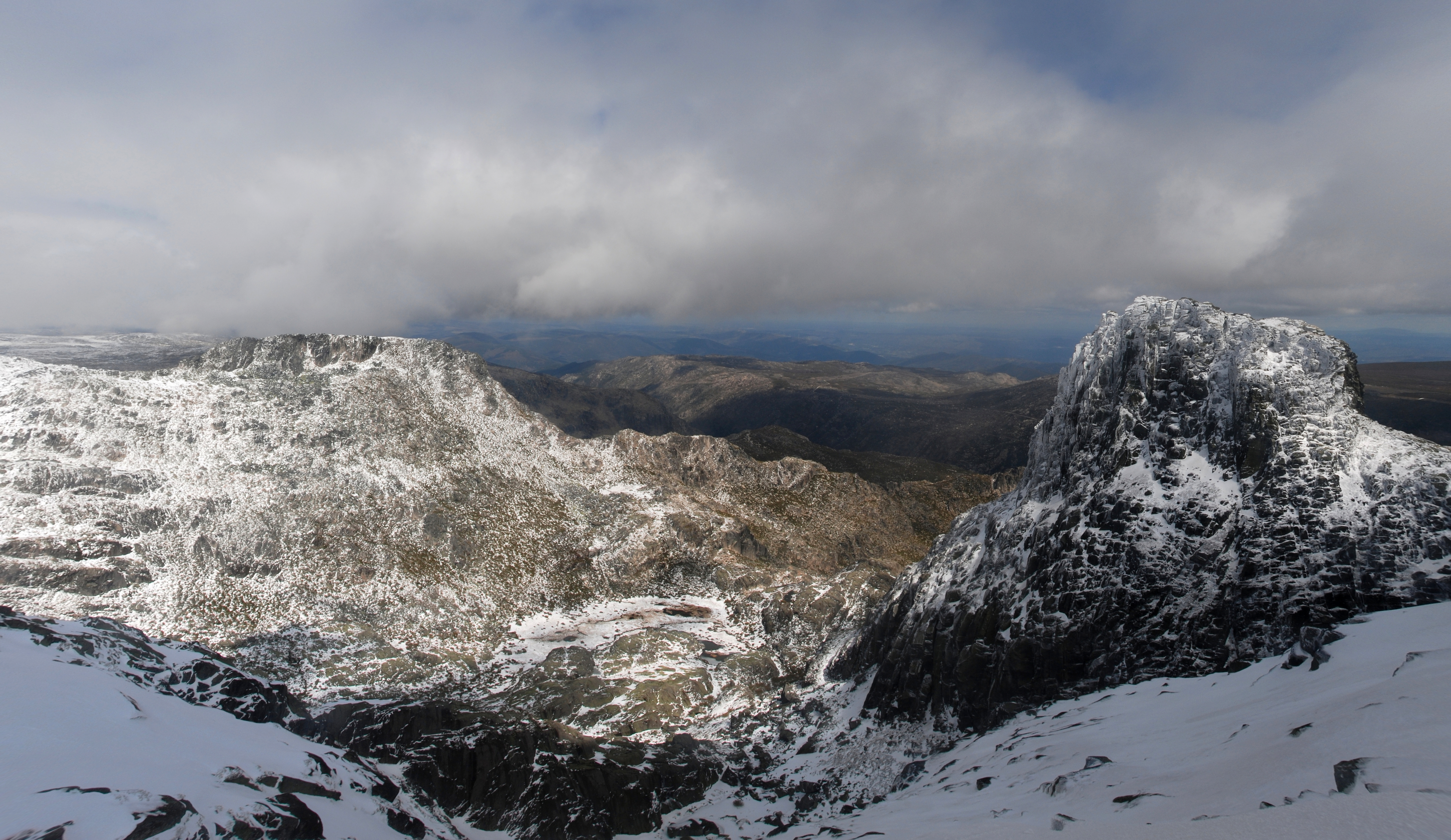
Cântaro Magro della catena montuosa, della Serra da Estrela in Portogallo, formatosi come un nunatak durante l'ultima era glaciale e adesso visibile

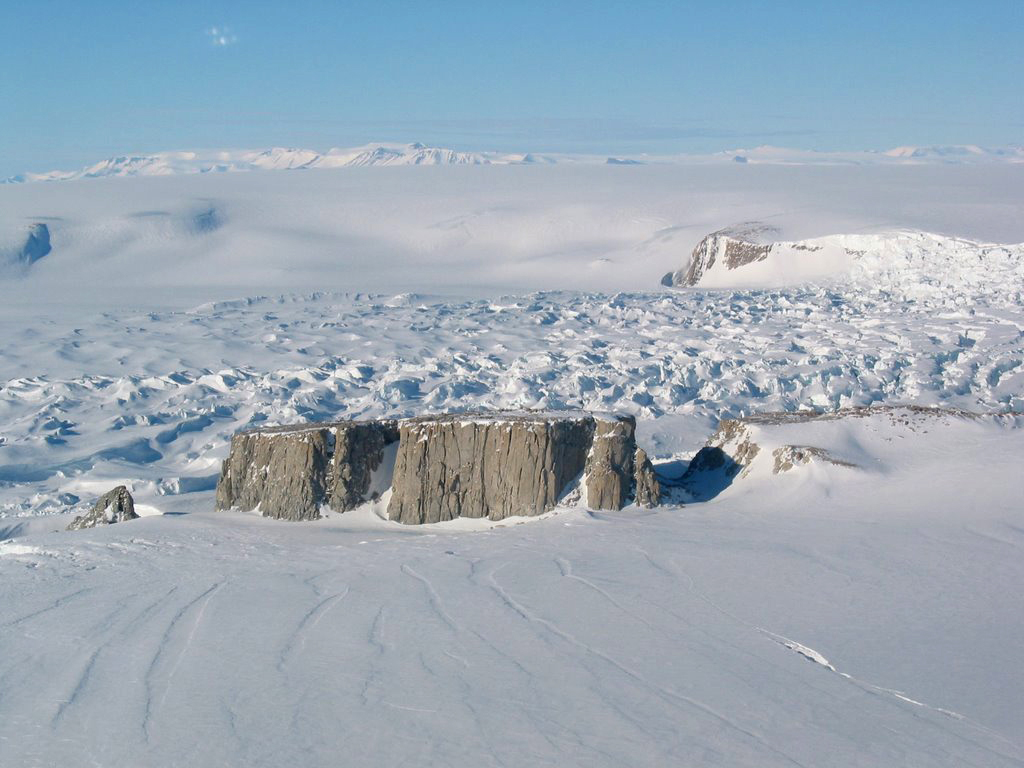
Starr Nunatak, sulla costa della Terra della Regina Vittoria, nell'Antartide

I nunatak costituiscono punti di riferimento facilmente identificabili nei ghiacciai e nei campi di ghiaccio tanto che spesso si attribuisce loro un nome. Hanno una forma spigolosa e frastagliata a causa dei cicli di scongelamento a cui sono sottoposti, in forte contrasto con i contorni più arrotondati del terreno sottostante, eroso progressivamente dal ghiaccio, visibili quando quest'ultimo si ritira lasciandolo esposto.
Rappresentando una sorta di "isola" nel ghiaccio, e poiché di solito si trovano ai margini della calotta glaciale, i nunatak possono avere una flora diversa da quella dell'ambiente circostante, e furono inizialmente ritenuti essere una sorta di refugium glaciale per la vegetazione, potendo fungere da centro di ridiffusione delle specie. Studi più recenti tendono invece a indicare che l'opera di ridiffusione parta da altri centri.

## Etimologia
Il termine deriva dalla lingua inuit con il significato di picco isolato ed è entrato in uso nella lingua inglese nel 1877.